# Eugenius Aristides Nisbet

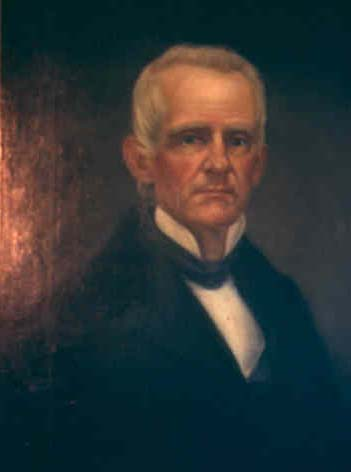
Eugenius Aristides Nisbet

Eugenius Aristides Nisbet (* 7. Dezember 1803 bei Union Point, Greene County, Georgia; † 18. März 1871 in Macon, Bibb County, Georgia) war ein US-amerikanischer Politiker und Kongressabgeordneter von Georgia.

## Werdegang
Eugenius Aristides Nisbet, Cousin von Mark Anthony Cooper, wurde am 7. Dezember 1803 nahe Union Point geboren. Er beendete sein Vorbereitungsstudium und ging dann von 1815 bis 1817 auf die Powellton Academy im Hancock County. Anschließend besuchte er die University of South Carolina in Columbia zwischen 1817 und 1819. Dann graduierte er 1821 an der University of Georgia in Athens, bekam infolge einer Sonderverordnung des Parlaments vor seinem 21. Geburtstag seine Zulassung als Anwalt und eröffnete 1824 eine eigene Anwaltspraxis in Madison im Morgan County.
Er beschloss 1827 eine politische Laufbahn einzuschlagen, indem er in das Repräsentantenhaus von Georgia gewählt wurde, wo er bis 1830 tätig war. Danach saß er zwischen 1830 und 1837 im Staatssenat. Nisbet zog dann 1837 nach Macon, wo er seine Tätigkeit als Anwalt wieder aufnahm. Ferner war er 1836 Kandidat der Whig Party für den 25. Kongress, wo er eine Niederlage erlitt. Er wurde aber in den 26. und den 27. Kongress gewählt, wo er vom 4. März 1839 bis zu seinem Rücktritt am 12. Oktober 1841 tätig war.
Danach war er beisitzender Richter (Associate Judge) des Supreme Court of Georgia zwischen 1845 und 1853. Ferner war er im Januar 1861 Mitglied des Sezessionskonvents von Georgia sowie der Verfasser deren Sezessionsverfügung. Später war er auch Deputierter im provisorischen Konföderiertenkongress, wobei er am 10. Dezember 1861 zurücktrat. Im selben Jahr kandidierte er auch für das Amt des Gouverneurs von Georgia, aber scheiterte.
Eugenius Nisbet verstarb am 18. März 1871 in Macon und wurde auf dem Rose Hill Cemetery beigesetzt.